# Martinskirche (Drensteinfurt)
Koordinaten: 51° 47′ 57,2″ N, 7° 44′ 16,3″ O

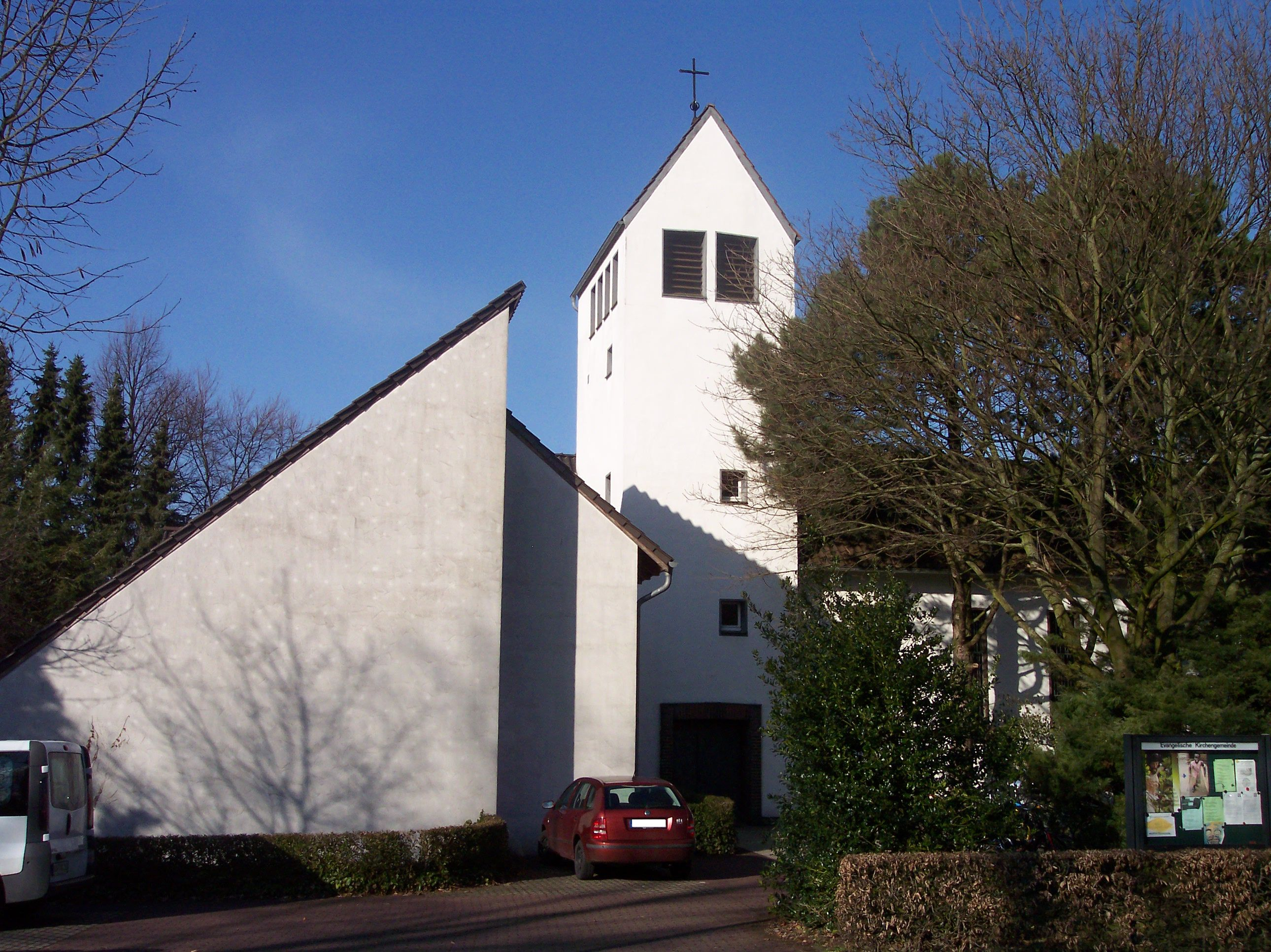
Martinskirche in Drensteinfurt

Die Martinskirche ist die evangelische Kirche in der Stadt Drensteinfurt im Kreis Warendorf und liegt im Ortsteil Drensteinfurt an der Bahnhofstraße an der Strecke zwischen der katholischen Pfarrkirche St. Regina und dem Bahnhof. Seit der Entwidmung der Friedenskirche im Ortsteil Rinkerode am 21. September 2014 und deren Abriss im April 2016 ist sie die einzige evangelische Kirche der evangelischen Kirchengemeinde Drensteinfurt, die sich im Januar 2018 mit der evangelischen Kirchengemeinde Ascheberg zur Mirjam-Kirchengemeinde Ascheberg Drensteinfurt vereinigt hat, auf dem Drensteinfurter Stadtgebiet. (Die evangelischen Christen des Ortsteils Walstedde gehören zur Kirchengemeinde Ahlen.)

## Geschichte
Evangelische Gottesdienste fanden vor dem Bau der Martinskirche zunächst im Bahnhofssaal und seit 1935 in der damaligen Schule am Südwall statt. Seit 1948 fand der Gottesdienst in einer Notkirche statt, einer Baracke, die von der Bundesbahn zur Verfügung gestellt und zu einer Behelfskirche umfunktioniert wurde. Im Jahr 1956 wurde nach langen Planungsarbeiten mit dem Bau der Martinskirche begonnen, die am 30. Juni 1957 eingeweiht wurde. Der Name der Kirche erinnert an Martin von Tours. Im Jahr 1978 wurde der Turm renoviert.
Im Jahr 1992 wurde an der Stelle des ehemaligen Küsterhauses ein Gemeindehaus angebaut.

## Ausstattung
In den 1960er Jahren erhielt die Martinskirche neue, bleiverglaste Fenster, einen roten Teppich, Paramente in den liturgischen Farben, eine Orgel und eine Läutemaschine.

## Geschichte der Kirchengemeinde
Drensteinfurt, Rinkerode und Mersch gehörten bis 1954 zur evangelischen Kirchengemeinde Münster. Von 1954 bis 1958 gehörten die Orte zur neu entstandenen Kirchengemeinde Hiltrup. Im Jahr 1958 wurde die Evangelische Kirchengemeinde Drensteinfurt mit den Gemeindeteilen Rinkerode und Mersch durch die Abpfarrung von Hiltrup selbstständig. Am 14. Januar 2018 schlossen sich die beiden evangelischen Kirchengemeinden in Ascheberg und Drensteinfurt zur „Evangelische[n] Mirjam-Kirchengemeinde Ascheberg Drensteinfurt“ zusammen.

## Pfarrer der evangelischen Kirchengemeinde in Drensteinfurt
- Heinrich Grefer: 1928–1940
- Gustav Sudhölter: 1941–1946
- Wilhelm Spieker: 1946–1950
- Wilhelm Bufe: 1946–1950
- Wolfgang Moslehner: 1950
- Pastor Schmidt: 1950
- Wiard Roth: 1950–1955
- Wilhelm Vieker: 1945–1955
- Lektor Gerhard Lindken: 1954–1955
- Willi Hagedorn: 1955–1957
- Karl-Heinz Lange: 1957–1961
- Werner Wahlhäuser: 1961–1971
- Wulf Dietrich: 1971–1972
- Walter Gröne: 1972–2009
- Annette Heger: 2010–2015
- Martin Roth: 2015–2018
- Angelika Ludwig: ab 2018